# Comté de Miami-Dade
Pour les articles homonymes, voir Comté de Miami et Comté de Dade.
Le comté de Miami-Dade (en anglais : Miami-Dade County) est un comté américain situé dans le sud-est de l'État de Floride. Selon le Bureau du recensement des États-Unis, sa population est de 2 496 435 habitants en 2010, ce qui en fait le comté le plus peuplé de Floride. Le siège de comté est la ville de Miami. Le comté fait partie de l'aire métropolitaine de Miami.
La partie orientale du comté est fortement urbanisée avec de nombreux immeubles le long de la côte, ainsi que l'emplacement du quartier central des affaires de Downtown Miami. La partie ouest du comté se compose du parc national des Everglades et est inhabitée tandis que la partie est se compose de la baie de Biscayne, où se trouve le parc national de Biscayne. Le Grand Miami est la seule région métropolitaine aux États-Unis à se trouver à la frontière entre deux parcs nationaux. La police du comté est le Miami-Dade Police Department.

## Histoire

### Premiers habitants
Avant le premier contact avec les Européens, les habitants étaient les Indiens Tequesta, qui habitaient une grande partie du sud de la Floride, ce qui est maintenant le comté de Miami-Dade, le comté de Broward, et la partie sud du comté de Palm Beach. Les Indiens Tequesta vivaient de pêche, chasse, et cueillaient les fruits et les racines des plantes pour s'alimenter. Ils ne vivaient pas de l'agriculture.

### Arrivée des Européens
Juan Ponce de León a été le premier Européen à atteindre la région en 1513 à la voile dans la baie de Biscayne. Son journal de bord indique qu'il a atteint Chequescha, premier nom enregistré de Miami. On ne sait pas s'il est venu à terre ou pris contact avec les Indiens. Pedro Menéndez de Avilés et ses hommes se sont pour la première fois, lors de l'atterrissage, rendus à Tequesta règlement en 1566 tandis que la recherche d'Avilés, naufragés un an plus tôt. Les soldats espagnols, menés par le Père Francisco Villarreal, construisent une mission jésuite à l'embouchure de la rivière Miami un an plus tard, mais elle a été de courte durée. Après le départ des Espagnols, les Indiens Tequesta restent livrés à eux-mêmes face à des maladies comme la variole. En 1711, les indiens Tequesta ont envoyé deux des chefs locaux à La Havane, à Cuba, pour demander s'ils pouvaient migrer. Les Cubains ont envoyé deux navires pour les aider, mais la plupart des Indiens ont été frappés par les maladies et sont morts.
Les premiers colons européens sont arrivés au début des années 1800. Les gens venaient des Bahamas dans le sud de la Floride et les Keys à la recherche des trésors des navires qui s'échouaient sur le grand récif Floridien. Certains espagnols ont accepté d'offrir des terres le long de la rivière Miami. À peu près au même moment, les Indiens séminoles sont arrivés avec un groupe d'esclaves fugitifs. La zone a été affectée par la Seconde guerre séminole, au cours de laquelle le Major William S. Harney a mené plusieurs raids contre les Indiens. La plupart des Indiens non-résidents étaient des soldats stationnés à Fort Dallas. Elle a été la guerre indienne la plus dévastatrice dans l'histoire des États-Unis d'Amérique, ce qui a provoqué la perte quasi totale de la population dans la région de Miami.
Après que la Seconde guerre séminole ait pris fin en 1842, William English rétablit une plantation, à commencer par son territoire sur la rivière Miami. Il a tracé le « Village de Miami » sur la rive sud du fleuve de Miami et vendu plusieurs lopins de terre. En 1844, Miami est devenu le chef-lieu, et six ans plus tard, un recensement indiquait qu'il y avait quatre-vingt dix résidents vivant dans la région. La troisième guerre séminole n'a pas été aussi destructrice que la deuxième. Malgré cela, elle a ralenti le développement du Sud de la Floride. À la fin de la guerre, quelques-uns des soldats sont restés sur place.
Après la révolution cubaine, des exilés de Cuba ont émigré en grand nombre dans le comté.

### Naissance du comté de Dade

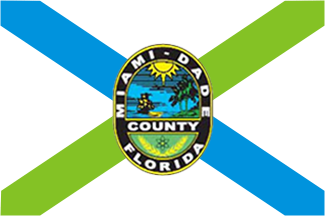
Drapeau du comté de Miami-Dade.

Le comté de Dade a été créé le 18 janvier, 1836 en vertu de la Loi sur les territoires des États-Unis. Le comté a été nommé Battlefield Dade, après la mort de Francis Langhorne Dade, un soldat tué en 1835 durant la seconde guerre séminole. Au moment de sa création, le comté de Dade incluait les territoires de ce que sont aujourd'hui les comtés de Palm Beach et Broward, ainsi que les Florida Keys de Bahia Honda Key au nord. Le chef-lieu était à l'origine à Indian Key dans les Florida Keys, puis en 1844, le siège du comté a été transféré à Miami. Les Florida Keys de Key Largo à Bahia Honda se sont retrouvés au comté de Monroe en 1866. En 1888, le chef-lieu a été déplacé à Juno, près de l'actuelle Juno Beach, en Floride puis ramené à Miami en 1899. En 1909, le comté de Palm Beach a été formé par la partie nord de ce qui était alors le comté de Dade, puis en 1915, les comtés de Palm Beach et Dade ont contribué à égalité de portions de terres pour créer ce qui est maintenant le comté de Broward. Il n'y a pas eu de modification des limites de comté depuis 1915.
Le 13 novembre 1997, après un référendum local, les électeurs ont changé le nom du comté de Dade pour Miami-Dade pour la reconnaissance internationale de sa principale ville, Miami.

### Ouragan Andrew

Image satellite de l'ouragan Andrew s'approchant du sud de la Floride, en 1992.

La deuxième catastrophe naturelle survenue aux États-Unis a été l'ouragan Andrew, qui a frappé le sud du comté le lundi 24 août 1992 au petit matin. Il a frappé la partie centrale du comté plein est, le sud de Miami et très près des villes de Homestead, Cutler Ridge (aujourd'hui la ville de Cutler Bay), et de la localité de Kendall. On estime a environ 25 milliards de dollars US les dégâts dans le seul comté, et la reconstruction a pris des années. Le gouvernement américain est venu en aide aux citoyens en adoptant le Hurricane Relief Bill, le plus important programme d'aide aux sinistrés, évalué à 7,9 milliards de dollars US. C'était la catastrophe naturelle la plus coûteuse de l'histoire américaine jusqu'à ce que l'ouragan Katrina frappe la région du Golfe en 2005.

## Géographie

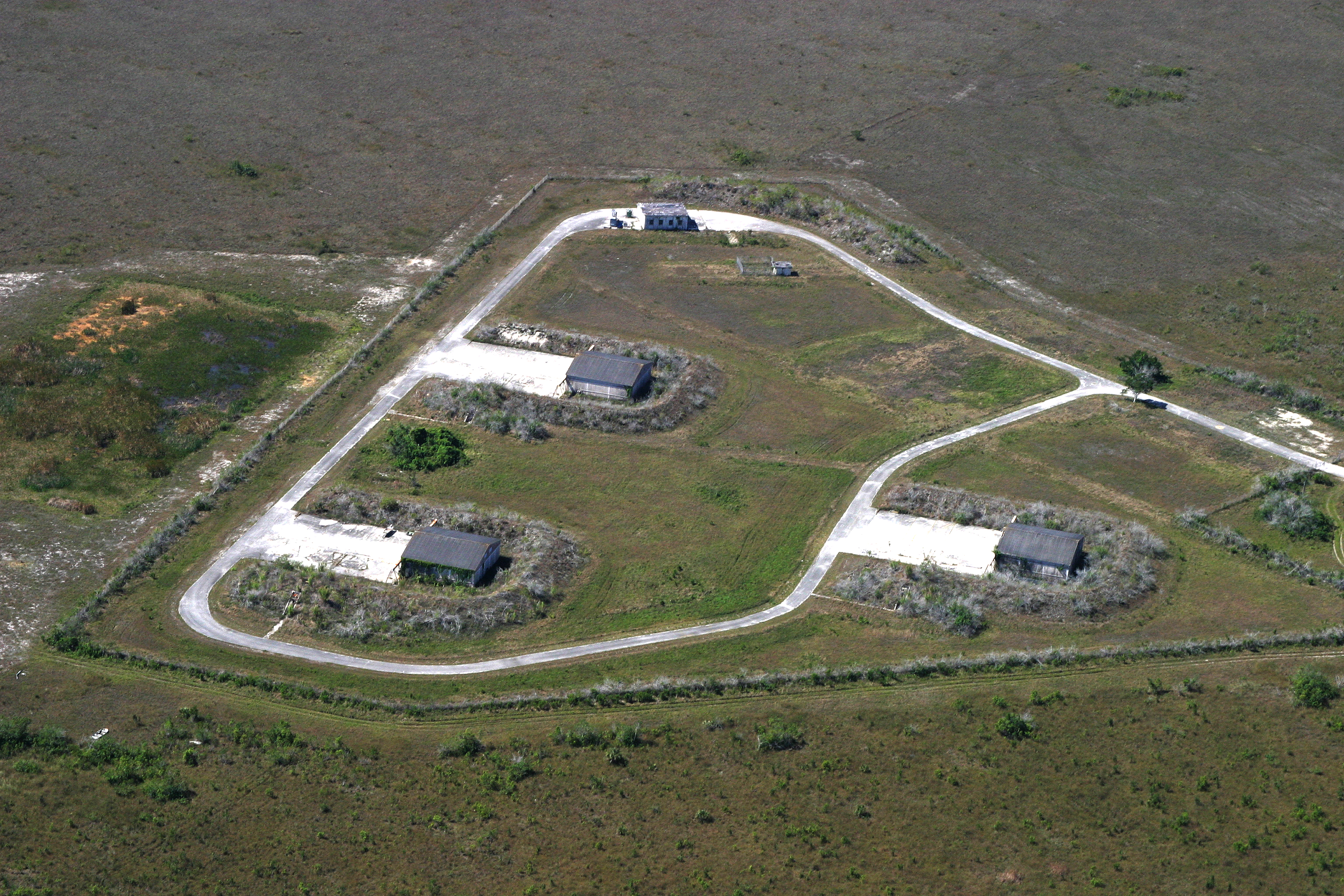
Le site de lancement de missiles HM-69 du projet Nike, situé à l'intérieur du Parc national des Everglades, et aujourd'hui inscrit au Registre national des lieux historiques.

Le comté s'étend sur 6 297 km2 (dont 1 257 km2 d'eau). La baie de Biscayne est séparée de l'océan Atlantique par de nombreuses îles qui font barrière le long de la côte, l'une d'entre elles est l'endroit où se situe la ville de Miami Beach. Elle fait partie de l'archipel des Keys, lesquelles ne sont accessibles que par le comté de Miami-Dade, mais qui font toutefois partie du comté voisin, le comté de Monroe.
Miami est la seule ville des États-Unis qui est bordée par deux parcs nationaux. Le parc national de Biscayne est situé à l'est du continent, dans la baie de Biscayne, et le tiers occidental du comté de Miami-Dade s'étend à l'intérieur du parc national des Everglades.

### Comtés adjacents
| Comté de Collier | Comté de Broward    |  |
| Comté de Monroe  | comté de Miami-Dade |  |
|                  |                     |  |

## Démographie
| Groupe            | Comté de Miami-Dade | Floride | États-Unis |
| ----------------- | ------------------- | ------- | ---------- |
| Blancs            | 73,8                | 75,0    | 72,4       |
| Afro-Américains   | 18,9                | 16,0    | 12,6       |
| Métis             | 2,4                 | 2,5     | 2,9        |
| Asiatiques        | 1,5                 | 2,4     | 4,8        |
| Autres            | 3,2                 | 3,6     | 6,2        |
| Amérindiens       | 0,2                 | 0,4     | 0,9        |
| Total             | 100                 | 100     | 100        |
|                   |                     |         |            |
| Latino-Américains | 65,0                | 22,5    | 16,7       |

Pyramide des âges du comté

Selon l'American Community Survey, en 2017, 66,43 % de la population âgée de plus de 5 ans déclare parler l'espagnol à la maison, 24,64 % déclare parler l'anglais, 4,77 % le créole haïtien, 0,58 % le français, 0,75 % le portugais et 2,84 % une autre langue.
| Indicateur                             | Comté de Miami-Dade | États-Unis |
| -------------------------------------- | ------------------- | ---------- |
| Personnes de moins de 5 ans            | 5,8 %               | 6,1 %      |
| Personnes de moins de 18 ans           | 20,3 %              | 22,6 %     |
| Personnes de plus de 65 ans            | 16,0 %              | 15,6 %     |
| Femmes                                 | 51,4 %              | 50,8 %     |
| Personnes par foyer                    | 3,07                | 2,64       |
| Vétérans                               | 1,9 %               | 8,0 %      |
| Personnes nées étrangères à l'étranger | 52,2 %              | 13,2 %     |
| Personnes sans assurance maladie       | 19,4 %              | 10,2 %     |
| Personnes avec un handicap             | 6,0 %               | 8,6 %      |
| Revenus annuels                        | 24 515 $            | 29 829 $   |
| Personnes sous le seuil de pauvreté    | 18,2 %              | 12,3 %     |
| Diplômés du lycée                      | 80,6 %              | 87,0 %     |
| Diplômés de l'université               | 27,3 %              | 30,3 %     |

| 1840 | 1850 | 1860 | 1870 | 1880 | 1890 |
| ---- | ---- | ---- | ---- | ---- | ---- |
| 446  | 159  | 83   | 85   | 257  | 861  |

| 1900  | 1910   | 1920   | 1930    | 1940    | 1950    |
| ----- | ------ | ------ | ------- | ------- | ------- |
| 4 955 | 11 933 | 42 753 | 142 955 | 267 739 | 495 084 |

| 1960    | 1970      | 1980      | 1990      | 2000      | 2010      |
| ------- | --------- | --------- | --------- | --------- | --------- |
| 935 047 | 1 267 792 | 1 625 781 | 1 937 094 | 2 253 362 | 2 496 435 |

| 2020      | - | - | - | - | - |
| --------- | - | - | - | - | - |
| 2 701 767 | - | - | - | - | - |

## Villes et localités
Le comté de Miami-Dade comprend 35 villes, ainsi que des localités non incorporées (Census Designated Places), c'est-à-dire n'ayant pas le statut, ni le gouvernement et la gestion d'une municipalité (City, Town et Village). 

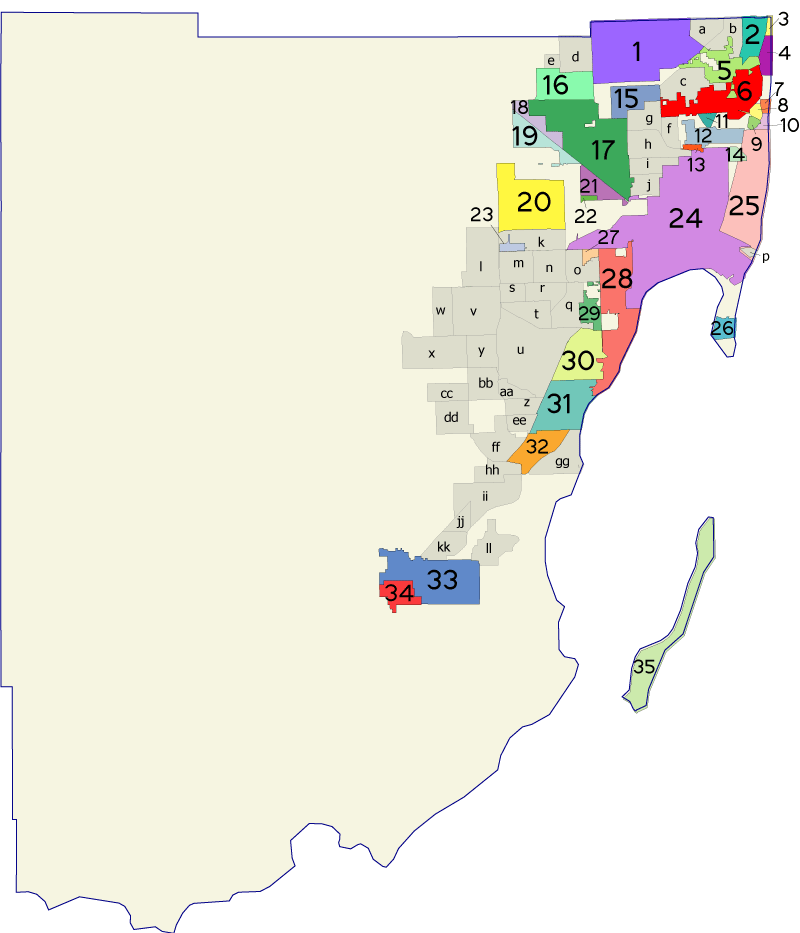
Carte des (municipalités en couleurs) et des (localités en gris)

### Municipalités
1. Miami Gardens
2. Aventura
3. Golden Beach
4. Sunny Isles Beach
5. North Miami Beach
6. North Miami
7. Bal Harbour
8. Bay Harbor Islands
9. Indian Creek
10. Surfside
11. Biscayne Park
12. Miami Shores
13. El Portal
14. North Bay Village
15. Opa-locka
16. Miami Lakes
17. Hialeah
18. Hialeah Gardens
19. Medley
20. Doral
21. Miami Springs
22. Virginia Gardens
23. Sweetwater
24. Miami
25. Miami Beach
26. Key Biscayne
27. West Miami
28. Coral Gables
29. South Miami
30. Pinecrest
31. Palmetto Bay
32. Cutler Bay
33. Homestead
34. Florida City
35. Islandia

### Localités
- Brownsville (j)
- Coral Terrace (o)
- Country Club (d)
- Country Walk (cc)
- Fairlawn (r)
- Fountainbleau (k)
- Gladeview (i)
- Glenvar Heights (q)
- Golden Glades (c)
- Goulds (hh)
- Homestead Base (ll)
- Ives Estates (a)
- Kendale Lakes (v)
- Kendall (u)
- Kendall West
- Lakes by the Bay (gg)
- Leisure City (kk)
- Naranja (jj)
- Ojus (b)
- Olympia Heights (m)
- Palm Springs North (e)
- Palmetto Estates (z)
- Pinewood (f)
- Princeton (ii)
- Redland
- Richmond Heights (aa)
- Richmond West (dd)
- South Miami Heights (ff)
- Sunset (t)
- Tamiami (l)
- The Crossings (y)
- The Hammocks (x)
- Three Lakes (bb)
- University Park (m)

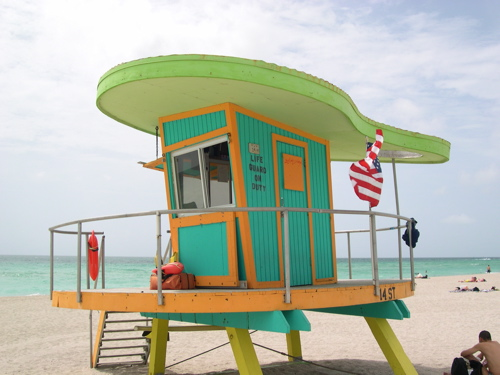
Cabine de surveillant de baignade sur une plage de Miami Beach.

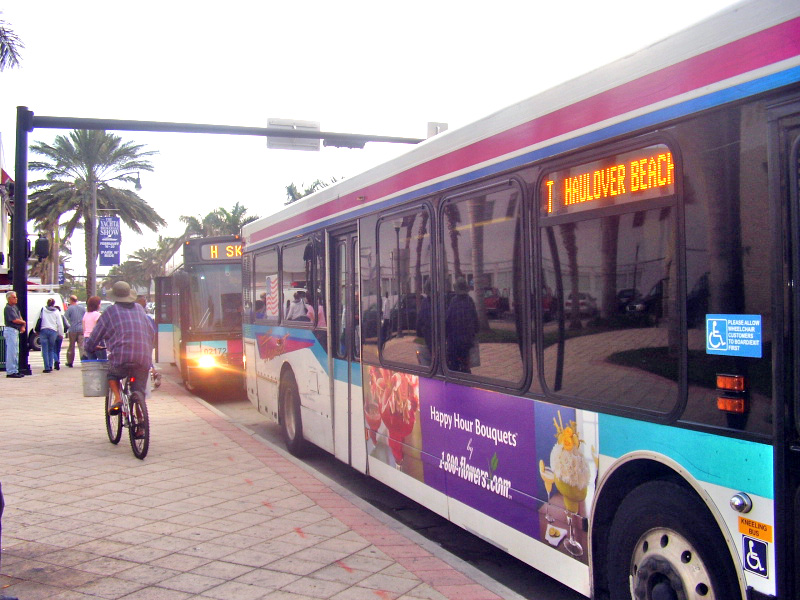
Un Metrobus à Miami.

- West Kendall (un quartier situé dans la communauté de Kendall) (u)
- West Little River (h)
- West Perrine(ee)
- Westchester (n)
- Westview (g)
- Westwood Lakes (s)

## Zones protégées
- Parc national de Biscayne
- Parc national des Everglades
- Monroe Lake Archeological District
- Offshore Reefs Archeological District
- Shark River Slough Archeological District
- Sweeting Homestead

## Politique et administration
Le comté est dirigé par un maire et un conseil de treize membres, élus pour un mandat de quatre ans. Depuis le 17 novembre 2020, la maire est Daniella Levine Cava, du Parti démocrate.

## Jumelages
- En Amérique du Nord :
  -  Bahamas (Bahamas) depuis 1996
  -  San José (Costa Rica)
  -  Lamentin (Guadeloupe) (France)
  -  Département de Guatemala (Guatemala) depuis le 24 avril 2007
  -  Petit-Goâve (Haïti)
  -  Kingston (Jamaïque)
  -  Veracruz (Mexique)
  -  Saint-Domingue (République dominicaine)
  -  Santiago de los Caballeros (République dominicaine)
  -  Îles Caïmans (Royaume-Uni)
  -  Îles Turques-et-Caïques (Royaume-Uni) depuis le 22 mai 2001
  -  Saint-Christophe-et-Niévès (Saint-Christophe-et-Niévès) depuis le 11 mai 2004
- En Amérique du Sud :
  -  Mendoza (Argentine) depuis le 16 novembre 2001
  -  Département de Santa Cruz (Bolivie) depuis 1996
  -  São Paulo (Brésil) depuis 1988
  -  Iquique (Chili) depuis 1996
  -  Pereira (Colombie) depuis le 26 mars 2002
  -  Asuncion (Paraguay) depuis 1994
  -  Pucallpa (Pérou)
  -  Maldonado (Uruguay)
  -  État de Monagas (Venezuela) depuis le 19 novembre 1996
- En Afrique :
  -  Le Cap (Afrique du Sud) depuis le 10 juillet 2007
- En Europe :
  -  Tenerife (Espagne)[8]
  -  Métropole d'Aix-Marseille-Provence (France)
  -  Nice (France) depuis 1997
  -  Province d'Asti (Italie) depuis 1986
  -  Comté de Stockholm (Suède) depuis 1996
- En Asie :
  -  Nouveau Taipei (Taïwan)